# Johnny Guitar
Johnny Guitar è un film western del 1954 diretto da Nicholas Ray.
Il film è ricordato anche per il motivo conduttore omonimo, scritto da Victor Young e Peggy Lee e interpretato dalla stessa Peggy Lee.

## Trama
Vienna, avventuriera scaltra e di grande temperamento, gestisce un saloon-casa da gioco in una zona selvaggia dell'Arizona e conduce una relazione con "Ballerino" Kid, ex minatore che ha scelto insieme alla sua gang di dedicarsi alla rapina di banche. Il vicino villaggio è piccolo e non offre attrattive, ma Vienna lo ha scelto perché sa che presto la zona verrà attraversata da un'importante linea ferroviaria.
I suoi progetti sono motivo di contrasto con gli abitanti del villaggio, guidati dallo sceriffo John McIvers e da Emma Small, una donna aggressiva e determinata a far sì che la zona rimanga adibita a libero pascolo per il bestiame.
In questo scenario si inserisce l'ex pistolero Johnny Logan, detto Johnny Guitar. Johnny, vecchia conoscenza di Vienna (un tempo i due sono stati amanti), è costretto a prenderne le difese quando Emma Small entra con un gruppo di uomini nel saloon portando in braccio il corpo di suo fratello, ucciso dai banditi durante un assalto alla diligenza. Emma e lo sceriffo sono venuti a chiedere spiegazioni sospettando di "Ballerino" Kid, ma Emma, innamorata di quest'ultimo, accusa Vienna dell'omicidio.
"Ballerino" Kid irrompe nel locale, armi in pugno, e Vienna finisce per licenziarlo, avendo trovato in Johnny un alleato. Per vendicarsi, Kid compie una rapina alla banca coinvolgendo Vienna, che vi si era recata per ritirare il suo denaro. Emma, che intanto aveva continuato a fomentare l'odio dei suoi concittadini verso la donna, colpevole di volere la rovina dei loro allevamenti, prende a pretesto l'episodio per organizzare una spedizione e, con la legge dalla sua parte, il gruppo decide di impiccare Vienna.
Johnny la salva all'ultimo momento e i due si rifugiano nel nascondiglio di Kid, con gli uomini del villaggio alle calcagna. In un'ultima drammatica sparatoria in cui viene uccisa la banda di Kid, la stessa Emma muore colpita per legittima difesa da Vienna, che, ormai innocente agli occhi degli abitanti del villaggio, potrà partire con Johnny Guitar.

## Produzione
Western anomalo con violente connotazioni psicologiche, il film ebbe una lavorazione non facile a causa della forte personalità della Crawford, delle sue frequenti discussioni con il regista e della rivalità esistente con l'altra primadonna del film, Mercedes McCambridge.

### Fotografia
La fotografia del film è caratterizzata da colori intensi e particolarmente saturi, soprattutto il rosso, il verde e il nero. Questo dipende dal procedimento tecnico allora usato per lo sviluppo della pellicola: il film fu girato in Trucolor, un brevetto della Republic Pictures, casa produttrice del film. Nel 1954 infatti non era ancora stato standardizzato il processo di stampa (che verrà poi brevettato dalla Eastman Kodak) e ogni società produttrice si serviva di una propria tecnica. Il regista Nicholas Ray si servì comunque di questa particolare gamma di colori come di una cifra stilistica, che gli permetteva di accentuare i contrasti psicologici e di connotare drammaticamente determinate scene, come ad esempio quella in cui Vienna indossa un vestito bianco e si staglia contro uno sfondo di rocce rossastre.
Per evitare la dominante blu tipica del Trucolor, ad esempio, Ray volle che nelle scene non venisse inserito nessun elemento di colore blu ed evitò il più possibile l'utilizzo dei fondali all'interno dei teatri di posa, girando quasi tutte le scene all'aperto in esterno.

### Scenografia
Nicholas Ray aveva studiato architettura ed era stato anche allievo di Frank Lloyd Wright. Questo gli permetteva di intervenire con competenza nelle scenografie dei suoi film. Il saloon di Vienna con i suoi livelli sovrapposti fu costruito su sue precise indicazioni, così come la sua posizione esterna, incastonata tra le rocce come a dominare la valle sottostante, richiama in qualche modo la celebre casa sulla cascata di Wright.

## Accoglienza
Quando il film uscì negli USA, pur avendo ottenuto ottimi incassi, fu bersagliato da critiche e da accuse di anti-maccartismo. La rivalità fra due donne in un western fu giudicata inattendibile, la recitazione di Joan Crawford troppo manierata e hollywoodiana, quella della McCambridge esagerata. A causa della trama eccessivamente "parlata", il film fu paragonato a una soap opera piuttosto che a un western.
In Europa invece, il film guadagnò presto la qualifica di cult movie, soprattutto grazie alla passione manifestata da François Truffaut nei suoi scritti, e successivamente grazie all'interesse del regista tedesco Wim Wenders per la figura e l'opera di Nicholas Ray.

## Riconoscimenti
Nel 2008 Johnny Guitar è stato scelto per essere conservato nel National Film Registry della Biblioteca del Congresso degli Stati Uniti.

## Influenza culturale
La struttura del soggetto è affine a quella delle tragedie greche: una situazione sviluppa forti passioni e antagonismi fra tutti i personaggi; fatti drammatici rendono i contrasti sempre più cupi, fino all'epilogo finale di morte violenta per quasi tutti i personaggi (probabilmente il lieto fine della storia d'amore è stato concepito per ragioni commerciali). La stessa struttura di racconto si troverà, tre anni dopo, in Sfida all'O.K. Corral di John Sturges che analogamente tocca i temi della connotazione psicologica, con l'appoggio di una colonna sonora dal forte impatto.
Del resto, in quegli anni la cinematografia statunitense era particolarmente attenta alla psicologia dei personaggi e su di essa costruiva i conflitti che determinavano la violenza prima della catarsi finale, come ad esempio in Fronte del porto di Elia Kazan.
François Truffaut citerà esplicitamente Johnny Guitar in una scena de La mia droga si chiama Julie, e lo stesso farà Jean-Luc Godard in Il bandito delle undici e La cinese.
Anche Pedro Almodóvar cita il film in Donne sull'orlo di una crisi di nervi dove la protagonista,  Carmen Maura, esegue il doppiaggio di alcune battute di Vienna.
La colonna sonora del film, interpretata da Peggy Lee, è stata inserita nella colonna sonora di Fallout: New Vegas ed è presente nella rotazione di tutte le stazioni radio del gioco.